# Kent (Washington)
Pour les articles homonymes, voir Kent (homonymie).
Kent est une ville américaine située dans le comté de King dans l'État de Washington. La population de la ville était en 2010 de 92 411 habitants.
La ville fait partie de la banlieue de Seattle. Les villes voisines sont Renton, Tukwila, Covington, Federal Way, SeaTac et Auburn.
La ville a été incorporée sous le nom de Kent en 1890 et était connue auparavant sous le nom de Titusville. Elle est aussi connue comme étant la ville de naissance de l'artiste américain Macklemore.

## Jumelages
- Castlereagh (en) (Royaume-Uni)
- Kaibara (en) (Japon)
- Kherson (Ukraine)
- Yangzhou (Chine)
- El Grullo (Mexique)
- Sunnfjord (Norvège)